# カボ・デ・オルノス国立公園
カボ・デ・オルノス国立公園（カボ・デ・オルノスこくりつこうえん、スペイン語: Parque nacional Cabo de Hornos、英語: Cabo de Hornos National Park）またはホーン岬国立公園は、チリ最南部のウォラストン諸島とエルミテ諸島にまたがる国立公園。世界最南の国立公園であり、世界最南の町プエルト・ウィリアムズから船で12時間でたどり着く。公園名はホーン岬（オルノス岬）にちなむ。

## 概要
1945年4月26日にチリ農業省によって指定された、総面積63,093ヘクタールの国立公園。ウォラストン・エルミテ両諸島と周辺の小島で構成されている。2005年にユネスコの生物圏保護区に指定された。標高は220メートル程度で、最高標高は Cerro Hyde の670メートル。

## 気候
南緯55度から56度に位置する公園の気候は冷涼である。区域内に測候所はないが、年平均気温5.2℃、年間降水量1,357 mmとなっている（1882年から83年にかけての観測）。年間278日も降雨を観測し（うち70日は降雪）、総雨量が2000 mmに達したこともある。曇りの日が多く、5月と7月には5.2 Okta（雲量6-7）、12月と1月には6.4 Okta（雲量8）を観測した年もある。
また風が強く、1時間の平均風速は時速30 km（8.33 m/s、風力5）、大雨を伴って時速100 km（27.78 m/s、風力10）以上の風が季節を問わずに吹くことがある。

## 生態系

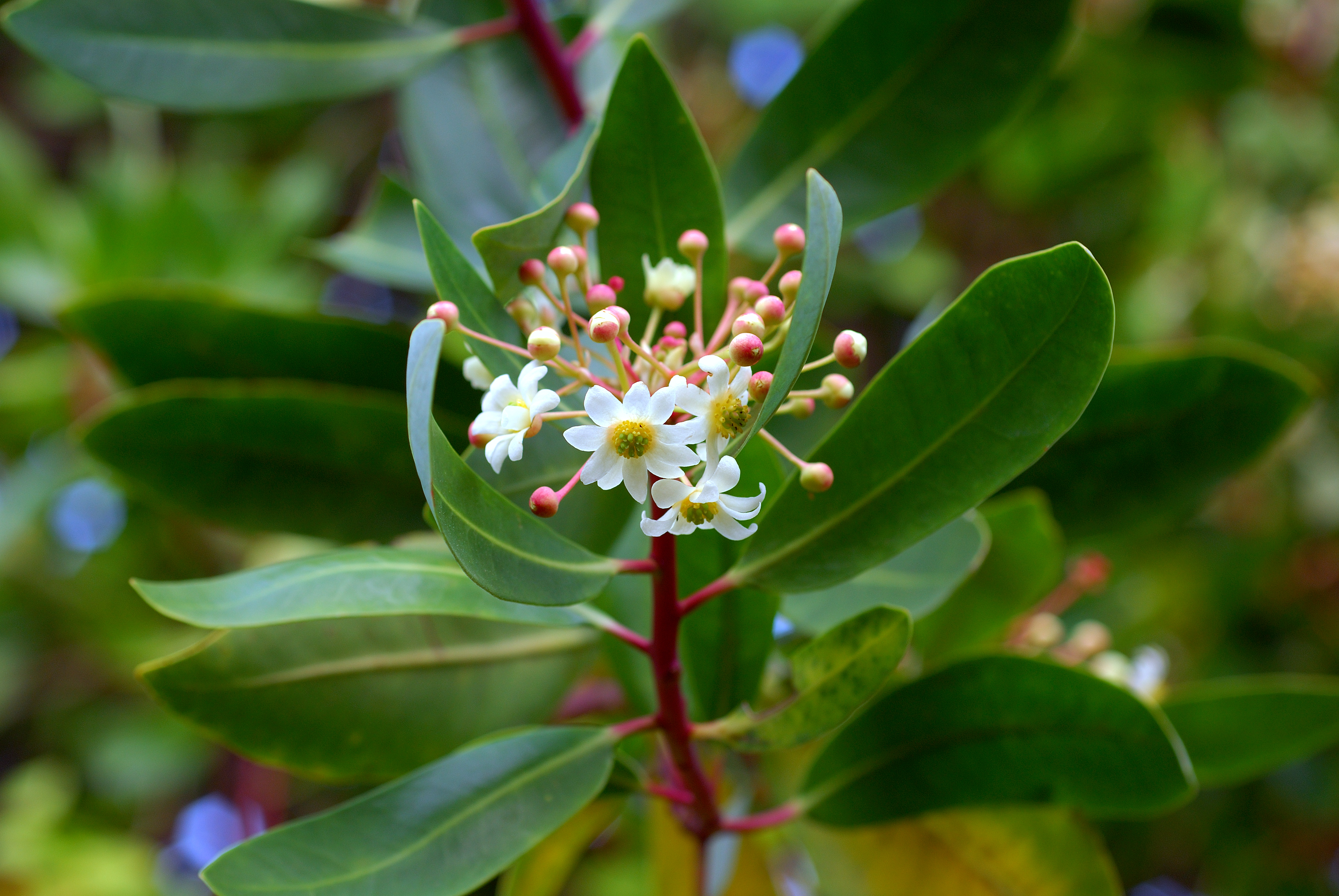
Winter's bark（冬の樹皮）の花 - フランシス・ドレークが当地でビタミンC欠乏を癒やすためにこの木の樹皮を用いた。

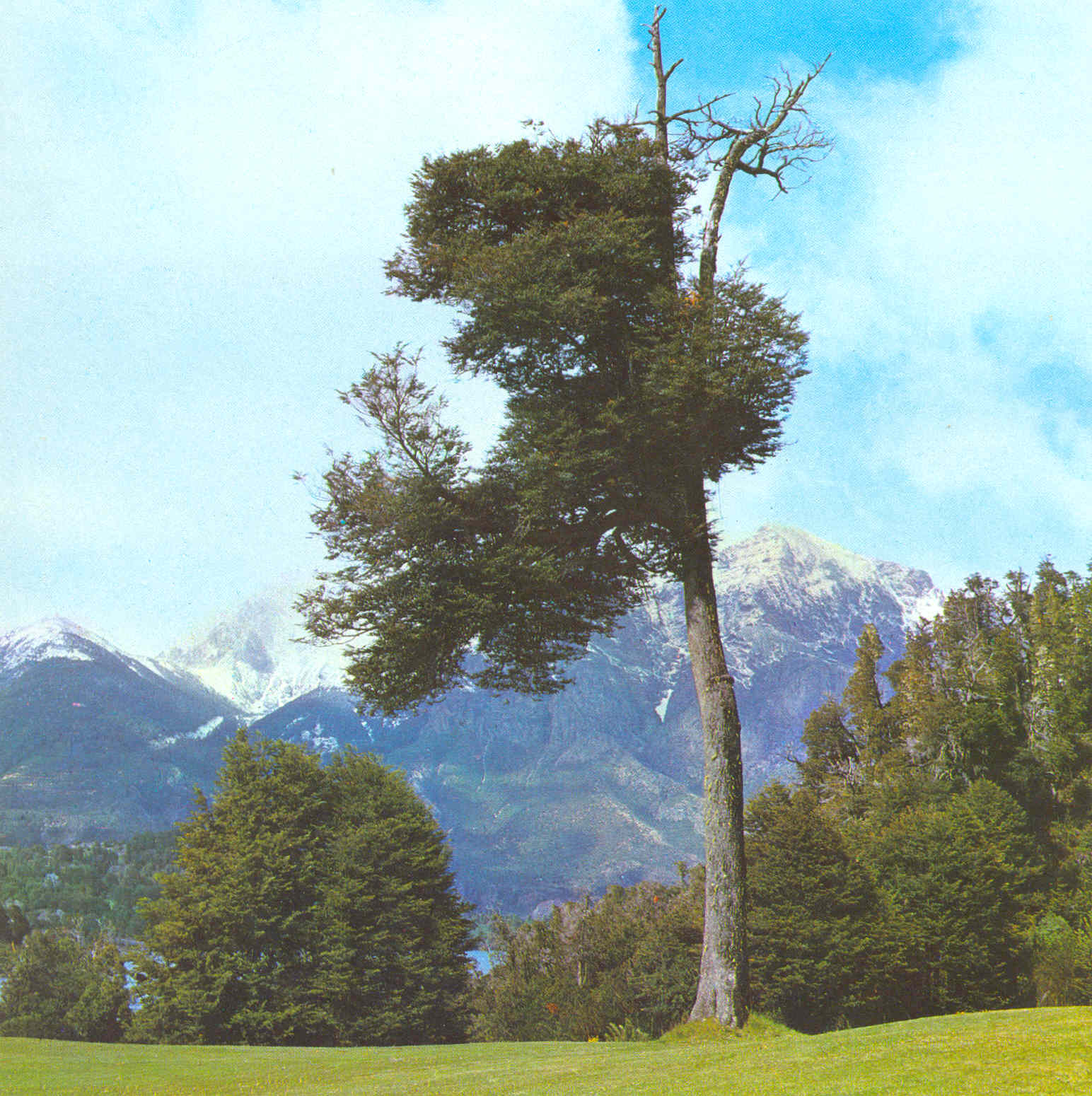
Magellanic coigüe（マゼランのブナ）

マゼランペンギン

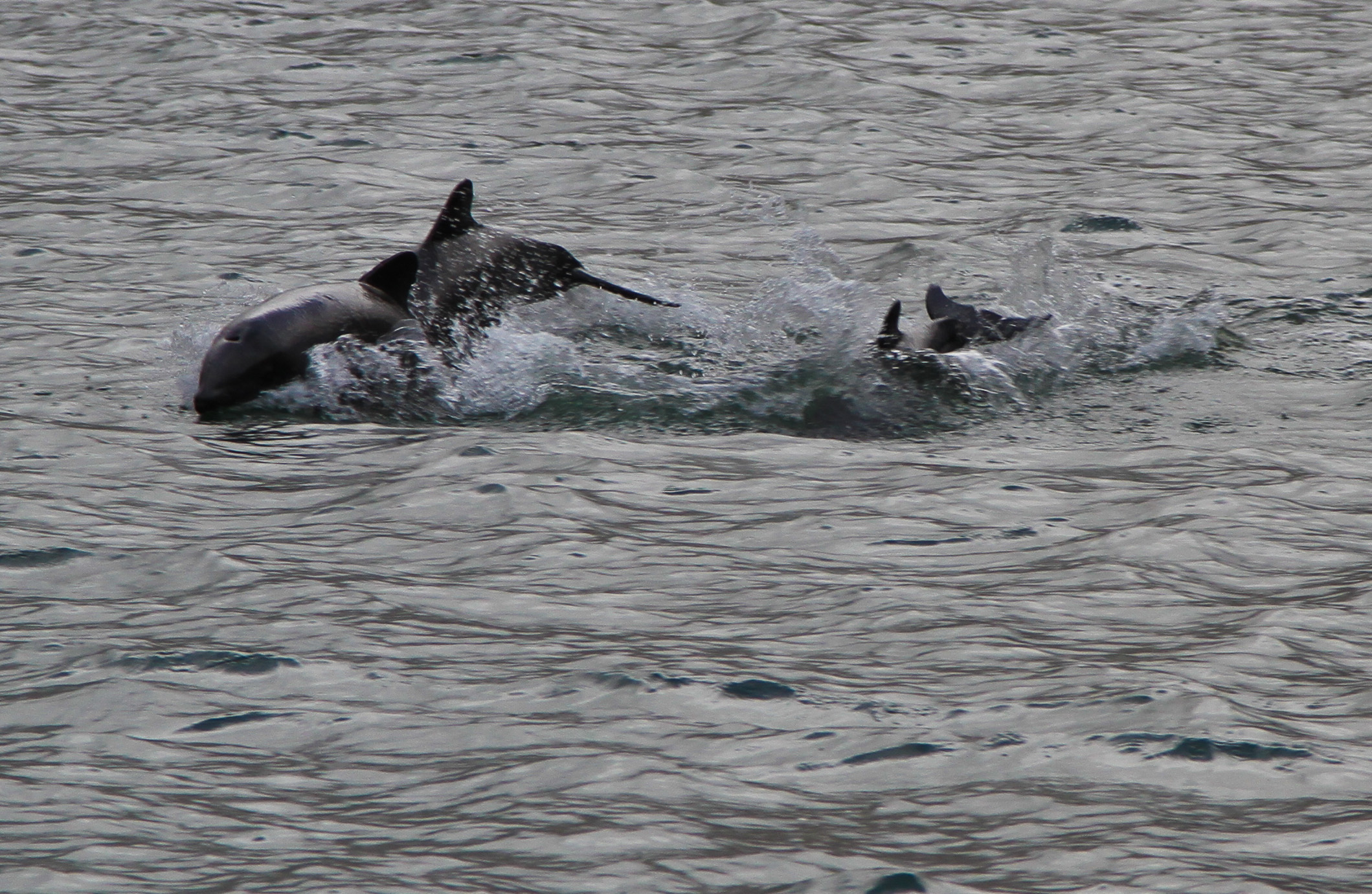
ハラジロイルカ（チリ固有種）

動植物ともに生態系に乏しく、多くの種が絶滅の危機に瀕している。
樹木のない地域が多く、泥炭に覆われている。まばらに生えているイネ科植物、地衣類、蘚類（これらは当地の低温や厳しい気象条件に耐える）に混じり結節植物（根菜類）が分布する。一部地域ではブナやニレなどの低木や、Winter's bark（シキミモドキ科の木）、Magellanic coigüe（ナンキョクブナ科の木）が見られる。
動物は、主に鳥類や海洋哺乳類が生息している。鳥類はマゼランペンギン、オオフルマカモメ、ミナミオオセグロカモメ、シロアホウドリなどである。哺乳類はミナミウミカワウソ、ヒョウアザラシ、ハラジロイルカ、コハリイルカ、ミナミカマイルカ、ザトウクジラなどである。